# Chris Konings
Christiaan (Chris) Konings (Breda, 9 januari 1940 - Drachten, 11 juli 2019) was een Nederlandse middellangeafstandsatleet, die in de eerste helft van de jaren zestig van de 20e eeuw in Nederland een vooraanstaande rol speelde op de 800 m. Zo werd hij viermaal op rij Nederlands kampioen, een prestatie die pas in 2016 werd geëvenaard en in 2017 werd verbeterd door Thijmen Kupers.

## Biografie

### Jeugdrecords
Konings verhuisde in 1946 van Breda naar Zaandam, waar hij in het najaar van 1956 lid werd van de Zaanse atletiekvereniging Zaanland. Een jaar later kwam zijn talent voor de middellange afstand reeds tot uiting, toen hij als zeventienjarige B-junior de snelste 600 metertijd van zijn leeftijdscategorie realiseerde. Twee jaar later had Konings zich al zodanig ontwikkeld, dat serieuze pogingen werden ondernomen om enkele jeugdrecords op de middenafstanden te verbeteren. Wat de 1500 m betreft lukte hem dit inderdaad tweemaal, al werd het tweede record, in Leiden gerealiseerd, nooit officieel aangevraagd. Konings: "Omdat het op een 360 meter baan was, werd aangeraden geen Nederlands record aan te vragen."

### Bizar verloop
Na zijn militaire diensttijd manifesteert Chris Konings zich in 1962 nadrukkelijk bij de senioren. Eerst maakt hij indruk op de 800 m tijdens zijn eerste senioreninterland tegen Denemarken, om vervolgens op deze afstand zijn eerste nationale titel te veroveren. Een wedstrijd die volgens Konings een bizar verloop kent. Harry Janssen (de vader van Miguel Janssen) mag ondanks twee valse starts toch deelnemen, om vervolgens de Amerikaanse Nederlander Ray van Asten aan een eerste snelle ronde te helpen. Toch is het Chris Konings die in de eindsprint aan het langste eind trekt.
Nog veel gedenkwaardiger wordt de nationale titelstrijd het jaar erop in Rotterdam. De harde westerstorm maakt dat de voornaamste titelkandidaten, naast Konings Jan van Uden en Kees Koppelaar, weigeren kopwerk te verrichten. De eerste ronde wordt hierdoor afgelegd in 73 seconden. Als het ten slotte op een eindsprint aankomt, is opnieuw Chris Konings de sterkste. Hij wordt kampioen in 2.03,5, de langzaamste winnende tijd sinds 1928! Van Uden wordt tweede en Koppelaar derde. De officials zijn zo woest over de in hun ogen verboemelde race, dat deze weigeren de lopers op het erepodium te huldigen. Die moeten hun medailles zelf maar afhalen, vinden ze, maar dat doet geen van de drie. Pas tientallen jaren later wordt dit conflict, na bemiddeling van de Vrienden van de KNAU, bijgelegd en krijgen de betrokken atleten alsnog hun eremetaal.

### Naoorlogs record
In 1964 en 1965, respectievelijk in Beverwijk en Groningen, prolongeerde Chris Konings zijn nationale 800 metertitel, waarmee hij zijn naoorlogse record van vier achtereenvolgende overwinningen op dit nummer vestigde. De limiet voor de Olympische Spelen van Tokio haalde hij echter niet; opspelende achillespezen hinderden hem te zeer. Toen hij in het voorjaar van 1966 opnieuw met ernstige achillespeesproblemen werd geconfronteerd, raadden de doktoren hem aan om met topsport te stoppen. Konings volgde deze raad op en zette op 26-jarige leeftijd, na zijn vier nationale titels en na voor Nederland in vijftien interlands te zijn aangetreden, een punt achter de topatletiek.

### Atletiekhistoricus en bestuurder
Na zijn actieve atletiekloopbaan ontwikkelde Chris Konings zich tot atletiekhistoricus en bestuurder. In 1971 verhuisde hij van de Zaanstreek naar Drachten, waar hij lid werd van AV Impala. Van 1994 tot en met 2013 was hij bestuurslid en vanaf 2000 tevens vicevoorzitter van de vereniging van oud-atleten Vrienden van de K.N.A.U.. Daarnaast beheert hij het archief van de Atletiekunie.
In 2011 werd Chris Konings benoemd tot lid in de Orde van Oranje Nassau, onder andere vanwege zijn bestuurlijke activiteiten voor de atletiekvereniging Impala, de Stichting Atletiekcentrum Tollien Schuurman, de Vereniging Vrienden van het Sportmuseum, de Stichting Sporterfgoed, de Vereniging Vrienden van de K.N.A.U. en de Stichting Atletiekerfgoed.

## Nederlandse kampioenschappen
| Onderdeel | Jaar                   |
| --------- | ---------------------- |
| 800 m     | 1962, 1963, 1964, 1965 |

## Persoonlijke records
| Onderdeel | Prestatie | Datum            | Plaats    |
| --------- | --------- | ---------------- | --------- |
| 100 m     | 11,2 s    | 1963             | Beverwijk |
| 400 m     | 49,5 s    | 3 juni 1962      | Leiden    |
| 800 m     | 1.50,0    | 22 augustus 1963 | Zábřeh    |

## Onderscheidingen
- Lid in de Orde van Oranje-Nassau - 2011